# Lorentzia
Lorentzia là một chi rêu trong họ Thuidiaceae.